# 2015년 수루츠 폭탄 테러

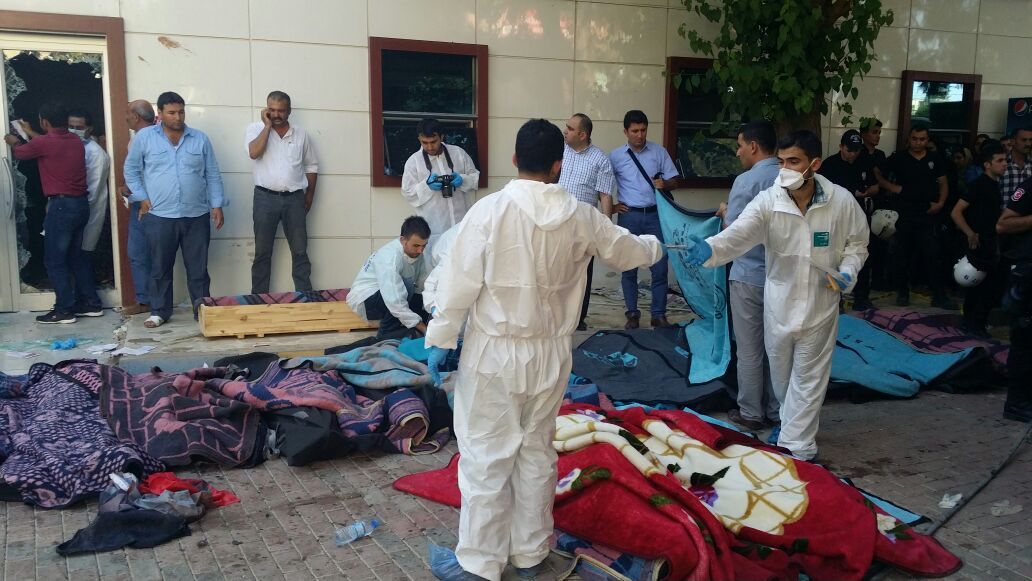

2015년 수루츠 폭탄 테러는 2015년 7월 20일 튀르키예 샨르우르파 주 수루츠 아마라 문화 센터 외부에서 발생한 폭탄 테러이다. 32명이 사망하였으며, 104명이 부상당했다.

## 같이 보기
- 시리아 내전의 주변국 확산